# Schenkenberg
Schenkenberg là một đô thị thuộc huyện Uckermark, bang Brandenburg, Đức.